# Serie A 1951 (pallavolo maschile)
La Serie A maschile FIPAV 1951 fu la 6ª edizione del principale torneo pallavolistico italiano organizzato dalla FIPAV.
Al torneo presero parte dodici squadre, divise in due gironi eliminatori che qualificarono quattro squadre a un girone finale. Lo scudetto andò alla Ferrovieri Parma. Nel girone A la Fortitudo Bologna fu penalizzata di un punto per la rinuncia alla trasferta di Alessandria; nel girone B la Fiamma Roma fu penalizzata di un punto per la rinuncia alla trasferta di Ravenna.

## Fase eliminatoria

### Girone A

#### Classifica
| Pos. | Squadra               | Pt | G  | V | P | SV | SP |
| ---- | --------------------- | -- | -- | - | - | -- | -- |
| 1.   | Robur Ravenna         | 14 | 10 | 7 | 3 | 26 | 18 |
| 2.   | Ferrari AP Modena     | 13 | 10 | 7 | 3 | 24 | 20 |
| 3.   | Borsalino Alessandria | 12 | 10 | 6 | 4 | 24 | 21 |
| 4.   | Lega Navale Vercelli  | 10 | 10 | 5 | 5 | 25 | 19 |
| 5.   | Libertas Trieste      | 8  | 10 | 4 | 6 | 20 | 24 |
| 6.   | Fortitudo Bologna     | 1  | 10 | 1 | 9 | 11 | 28 |

| Ammesse al Girone Finale | Retrocesse in Serie B |

#### Risultati

##### Tabellone
|               | Alessandria | Bologna | Modena AP | Ravenna Robur | Trieste | Vercelli |
| ------------- | ----------- | ------- | --------- | ------------- | ------- | -------- |
| Alessandria   | XXX         | 3-0     | 2-3       | 2-3           | 3-2     | 3-2      |
| Bologna       | 1-3         | XXX     | 0-3       | 3-1           | 1-3     | 2-3      |
| Modena AP     | 3-1         | 3-2     | XXX       | 1-3           | 3-2     | 3-2      |
| Ravenna Robur | 3-1         | 3-1     | 2-3       | XXX           | 3-0     | 3-2      |
| Trieste       | 2-3         | 3-1     | 3-2       | 2-3           | XXX     | 3-2      |
| Vercelli      | 2-3         | 3-0     | 3-0       | 3-2           | 3-0     | XXX      |

### Girone B

#### Classifica
| Pos. | Squadra             | Pt | G  | V | P | SV | SP |
| ---- | ------------------- | -- | -- | - | - | -- | -- |
| 1.   | Multedo 1930 Genova | 16 | 10 | 8 | 2 | 25 | 17 |
| 2.   | Ferrovieri Parma    | 14 | 10 | 7 | 3 | 27 | 16 |
| 3.   | Minelli Modena      | 12 | 10 | 6 | 4 | 25 | 21 |
| 4.   | Fiamma Roma         | 9  | 10 | 5 | 5 | 20 | 23 |
| 5.   | Adriatica Ravenna   | 4  | 10 | 2 | 8 | 16 | 26 |
| 6.   | CSI Brescia         | 4  | 10 | 2 | 8 | 15 | 25 |

| Ammesse al Girone Finale | Retrocesse in Serie B |

#### Risultati

##### Tabellone
|                 | Brescia | Genova | Modena Minelli | Parma | Ravenna Ruentes | Roma |
| --------------- | ------- | ------ | -------------- | ----- | --------------- | ---- |
| Brescia         | XXX     | 0-3    | 1-3            | 1-3   | 3-1             | 3-0  |
| Genova          | 3-1     | XXX    | 3-1            | 3-2   | 3-2             | 3-1  |
| Modena Minelli  | 3-2     | 2-3    | XXX            | 3-2   | 3-0             | 3-2  |
| Parma           | 3-0     | 3-1    | 3-1            | XXX   | 3-1             | 2-3  |
| Ravenna Ruentes | 3-2     | 2-3    | 2-3            | 1-3   | XXX             | 3-0  |
| Roma            | 3-2     | 3-0    | 3-2            | 2-3   | 3-2             | XXX  |

## Fase finale

### Classifica
| Pos. | Squadra             | Pt | G | V | P | SV | SP |
| ---- | ------------------- | -- | - | - | - | -- | -- |
| 1.   | Ferrovieri Parma    | 10 | 6 | 5 | 1 | 16 | 8  |
| 2.   | Robur Ravenna       | 6  | 6 | 3 | 3 | 14 | 12 |
| 3.   | Multedo 1930 Genova | 6  | 6 | 3 | 3 | 14 | 15 |
| 4.   | Ferrari AP Modena   | 2  | 6 | 1 | 5 | 8  | 17 |

| Campione d'Italia |

### Risultati

#### Tabellone
|           | Genova | Modena AP | Parma | Ravenna |
| --------- | ------ | --------- | ----- | ------- |
| Genova    | XXX    | 3-2       | 2-3   | 3-2     |
| Modena AP | 2-3    | XXX       | 0-3   | 3-2     |
| Parma     | 3-1    | 3-1       | XXX   | 3-1     |
| Ravenna   | 3-2    | 3-0       | 3-1   | XXX     |